# Monovibrante labiodentale
In fonetica, la monovibrante labiodentale è un fono che si trova principalmente nelle lingue dell'Africa centrale, come la lingua Kera e la lingua Mangbetu. È stato anche trovato nella lingua austronesiana Sika. È una delle poche monovibranti non rotiche. Il suono comincia con il labbro inferiore appoggiato dietro i denti superiori. Poi il labbro inferiore viene lanciato in avanti colpendo i denti superiori.

## Simbolo
Il simbolo nell'Alfabeto fonetico internazionale che rappresenta questo suono è ⟨ⱱ⟩, che assomiglia alla lettera cirillica izhitsa ⟨ѵ⟩, ma è composto dalla fusione di una V con il simbolo della monovibrante ⟨ɾ⟩. Nel 2005, l'Associazione fonetica internazionale, rispondendo alla richiesta del dottor Kenneth S. Olson per la sua adozione, votò di includere un simbolo per questo suono, e selezionò. Il simbolo è una combinazione di ⟨v⟩ e ⟨ɾ⟩ (le lettere per la fricativa labiodentale sonora e la monovibrante alveolare). Nella versione 5.1.0 di Unicode il carattere è stato codificato a U+2C71 (ⱱ). Un altro simbolo usato storicamente per questo suono è ⟨ⱴ⟩.

## Caratteristiche
La consonante monovibrante labiodentale presenta le seguenti caratteristiche:
- Il suo modo di articolazione è monovibrante, che solitamente significa che il suono è prodotto con una singola contrazione dei muscoli cosicché la lingua abbia un contatto molto breve. In questo caso lo scatto è fatto dal labbro inferiore.
- Il suo luogo di articolazione è dentale, che significa che il suono è articolato dietro i denti superiori.
- La sua fonazione è sonora, che significa che le corde vocali vibrano durante la sua articolazione.
- È una consonante orale, che significa che l'aria passa solamente attraverso la bocca.

## Occorrenze
La monovibrante labiodentale si trova principalmente in Africa centrale in qualche centinaia di idiomi facenti parte per esempio delle lingue ciadiche e delle Lingue sudaniche. È estremamente rara fuori dall'Africa, però è presente nella lingua Sika nell'isola Flores.